# ブラボーエクシード
ブラボーエクシードは、1989年に平和が開発、発売。業界初のデジタル表示器に液晶を用いたデジパチ機。おまけチャッカーによる大当たり時の出玉増加タイプ。

## 概要
業界で初めて表示器に液晶画面（モノクロ）を用いた。この液晶表示は15セグメントで表示されており、7セグメントより細かい表示が可能となっている。見る角度によっては表示が立体的に見えるような技術を採用しており、立体的にデジタルを表示している。

## 特徴
- 連続回転中は出目に法則性がある。
- 台の販売価格が業界初の6桁台（10万円台）を突破した機種といわれている。
- パチンコ漫画『雷電』の主人公、雷電が第2話で攻略した機種である。
- 後続に新要件機で非連荘機の『ブラボーエクセディア』がある。

## スペック
- 『ブラボーエクシード』
  - 大当たり確率 1/225　賞球数 7＆13　10ラウンド18.5秒開放　10カウント
  - 大当たり絵柄が1～9と＄の10種類。
- 『ブラボーエクシードII』
  - 大当たり確率 1/225　賞球数 7＆13　10ラウンド18.5秒開放　10カウント
  - 大当たり絵柄が15種類に増えている。ゲージ構成は初代と同一。
- 『ブラボーエクシードIII』
  - 大当たり確率 1/225　賞球数 7＆13　10ラウンド18.5秒開放　10カウント
  - ゲージ構成が前2機種から中央に玉が寄りやすいように変更された。
- 『ブラボーエクセディア16』
  - 大当たり確率 1/273　賞球数 8＆15　16ラウンド10カウント
  - おまけチャッカーがない新要件機。大当たり絵柄は16種類で液晶バックがピンク色になっている。

## 関連商品
- 『HEIWA パチンコグラフィティ Vol.2』(アクアルージュ、1999年12月、プレイステーション用ゲームソフト)